# Халкотаури
Халкотаури (tauroi khalkeoi, „бронзани бикови“), у грчкој митологији су Аутоматони, које је Хефест направио за краља Ејета. Појављују се у миту о Јасону и Аргонаутима. То су два огромна бика са бронзаним копитима и бронзаним устима, кроз која могу бљувати ватру. У Аргонаутици, краљ Ејет обећава Јасону златно руно ако савлада Халкотауре, упрегне их у јарам и пооре њиву. Након тога је требало да посије зубе змаја кога је убио Кадмо.
Јасон је преживио ватру Ејетових бикова уз помоћ магичног напитка који га је учинио отпорним на ватру. Напитак је припремила чаробница Медеја, Ејетова кћерка, која се заљубила у Јасона. Јасон је био миљеник Хере и Атене, па су замолиле Афродиту да учини да се Медеја заљуби у Јасона, и да му помогне.

## Филм
- У филмској адаптацији Јасона и Аргонаута Ника Вилинга, постоји створење познато као Менајски бик, које је полу-бик, полу-машина, кога Јасон мора да припитоми. Међутим, овај бик не бљује ватру.